# 15476 Narendra
15476 Narendra è un asteroide della fascia principale. Scoperto nel 1999, presenta un'orbita caratterizzata da un semiasse maggiore pari a 2,2896510 UA e da un'eccentricità di 0,0977215, inclinata di 6,84611° rispetto all'eclittica.